# Suda (illot)
L'illa de la Suda (grec Σούδα) és a l'entrada de la Badia de Suda, al nord de l'illa grega de Creta, un port natural entre la península d'Akrotiri i el poble de Kalives.
L'illa té un castell del temps del domini venecià, i va ser un dels últims reductes venecians davant de la conquesta turca de Creta, com les altres fortaleses de Grambusa i Spinalonga. Va ser ocupat pels turcs el 1715, més de 30 anys després de la caiguda del Regne de Càndia.
El 1913 l'illa va acollir les cerimonies de la unió de Creta al regne de Grècia.